# HLMW9 Michelbeuern
Die HLMW9 Michelbeuern ist eine Höhere Lehranstalt für Mode und Bekleidungstechnik (HLM) sowie eine Höhere Lehranstalt für wirtschaftliche Berufe (HLW) im Stadtteil Michelbeuern im 9. Wiener Gemeindebezirk Alsergrund. Die Schule wurde 1908 als „Wiener Schneiderakademie“ gegründet und zählt heute zu den Humanberuflichen Schulen in Österreich.

## Geschichte

### Vorgeschichte und Gründung
In Wien gab es um 1900 etwa 180 bis 220 Kleidermacher-Betriebe. Seit Jahrhunderten war die Ausbildungsstätte der Schneider die eigene Werkstätte, doch erfolgte mit dem Aufkommen der Industrialisierung und Kommerzialisierung und der Erzeugung von Massenartikeln in der 2. Hälfte des 19. Jahrhunderts ein stetiger Niedergang des handwerklichen Gewerbes.
Um diesem Trend entgegenzuwirken, begann man Anfang des 20. Jahrhunderts höhere Fachschulen für das Kleidermachen zu gründen, die nicht nur Schüler heranbilden, sondern auch einfachen Meister die Praktiken der neuen Zeit bekannt machen sollten. Die Schneiderei und Mode sollte durch hohe künstlerische Qualität wieder attraktiv und konkurrenzfähig werden.
Nachdem es in Wien bereits mehrere Vorbilder für Berufsbildende Lehranstalten gab, wurden 1904 in Wien am 1. Kongress der Kleidermacher Österreichs auch erneut Ausbildungsstätten für das Kleidermachen gefordert.
Eröffnet wurde schließlich die „Wiener Schneiderakademie“ am 2. Februar 1908 in der Johannesgasse 4 im 1. Bezirk, sie wurde als Privatschule von der Genossenschaft der Kleidermacher Wiens mit einem Gründungsbeitrag von 30.000 Kronen finanziert und musste noch jährlich um das Öffentlichkeitsrecht ansuchen. Die Schülerzahl betrug bei Schuleröffnung 43 Schüler.

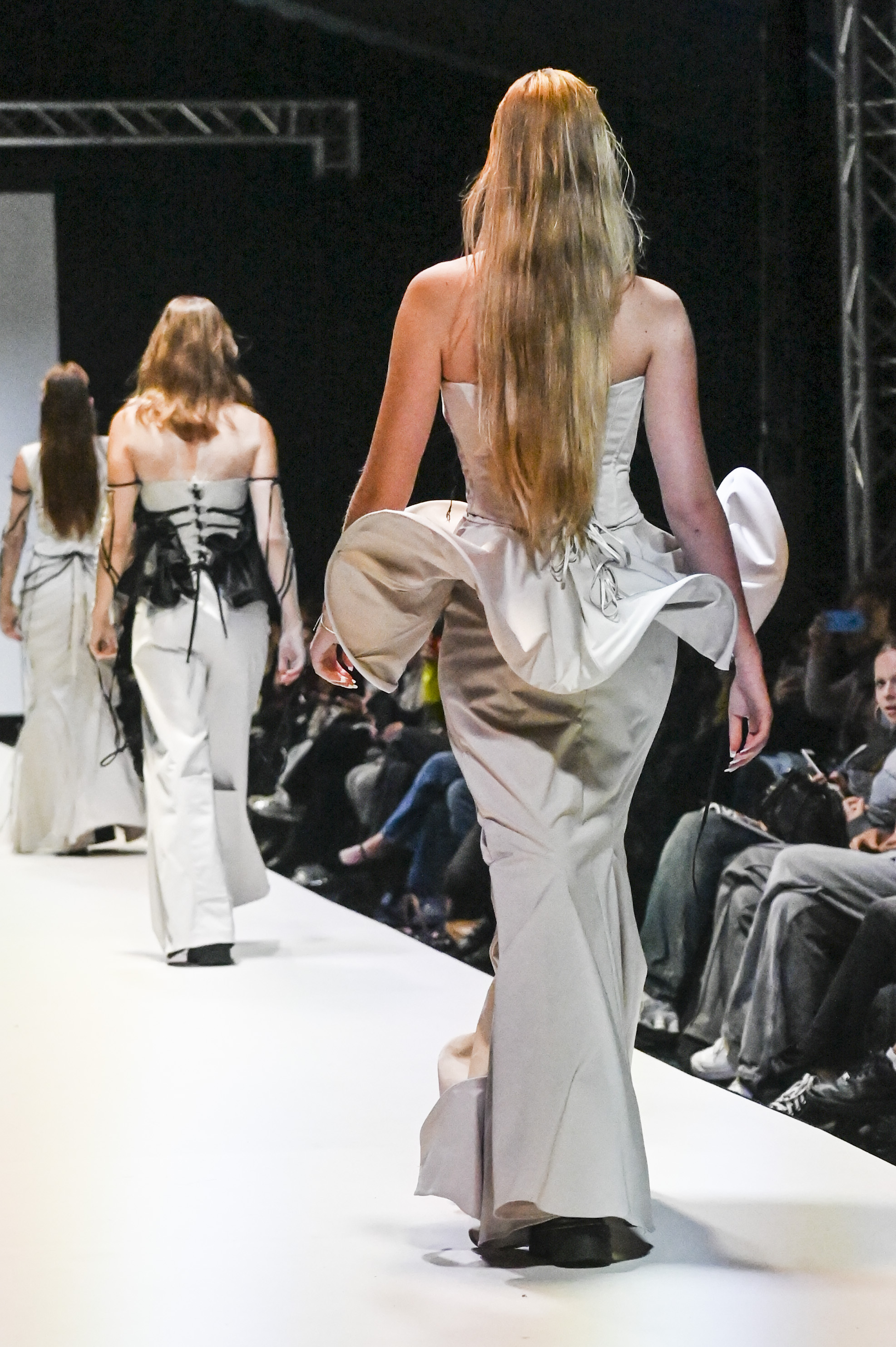
Fashionshow der Modeschule Michelbeuern

### Fachschule für das Kleidermachergewerbe
Im Jahr 1909 wurden der Schule durch den Direktor des k.k. Gewerbeförderungsdienstes, Wilhelm Exner, Staatssubventionen gewährt, und im Gegenzug auch eine Fachschule für Damenkleidermacher gegründet. Nachdem der Name „Wiener Schneiderakademie“ von der Akademie in Wien beeinsprucht wurde, wurde 1913 die Schule in „Höhere Fachschule für das Herren- und Damen-Kleidermachergewerbe“ umbenannt, die Ausbildung dauerte zwei Jahre und die Schule hatte auch das Recht, Meisterprüfungen für das Herren- und Damenkleidermacher-Gewerbe abzuhalten.
Mit dem Ausbruch des Ersten Weltkriegs im Juli 1914 wurden in Folge die meisten Lehrer einberufen und der Schulbetrieb in der Johannesgasse fast zur Gänze eingestellt.

### Umzug nach Michelbeuern
Ab 1920 erhielt die Schule den Namen „Fachlehranstalt für das Bekleidungsgewerbe“, und 1921 erfolgte aufgrund des Platzmangels der Umzug aus der Johannesgasse 4 in die Michelbeuerngasse 6–8. Allerdings standen der Fachlehranstalt anfangs nur Teile des Gebäudes in der Michelbeuerngasse zur Verfügung, da auch die k.k. Technische Versuchsanstalt, die k.k. Volkszählungsabteilung (bis 1925) und auch das Flussbau Laboratorium im selben Gebäude untergebracht waren. Die Schülerzahl erhöhte sich auf 1361 Personen in 62 Kursen.
Während des Zweiten Weltkrieges wurden Lehrer und Schüler für kriegswichtige Betriebe und Aufgaben verpflichtet oder zum Kriegseinsatz einberufen. In der Schule entstand ein Werkstättenbetrieb für Uniform-Näherei, wöchentlich musste eine bestimmte Stückzahl von Uniformen geliefert werden.

### Neues Hauptgebäude und inhaltliche Schwerpunkte
Nach dem Krieg wurde 1949 die Schule als „Bundeslehranstalt“ vom Bundesministerium übernommen.
1953 erfolgt die Gründung einer Expositur für Hörbeeinträchtigte.
1995 tritt Österreich der Europäischen Union bei, und im Hinblick auf das zu erwartende Wachstumspotenzial im Bereich des Kulturtourismus wurde deshalb an der Höheren Bundeslehranstalt ein neuer Zweig mit dem Ausbildungsschwerpunkt Kulturtouristik eingeführt.
Im Februar 2008 feierte die Schule das 100-jährige Bestandsjubiläum.
Seit September 2024 wird in der HLW der Schwerpunkt „Global Skills“ angeboten.

## Ausbildung
Die HLMW9 bietet ein Ausbildungsangebot für Jugendliche und junge Erwachsene: Wirtschaft sowie Mode. In beiden Ausbildungszweigen erhalten die Schüler neben einer fundierten Allgemeinbildung, eine umfassende berufspraktische und kaufmännische Ausbildung. Projektarbeiten, Sprach- und Kulturreisen sowie Kooperationen mit der Wirtschaft sind Teil des Unterrichts.

### Höhere Lehranstalt für Mode

#### Ausbildungszweige
- 5-jährige Höhere Lehranstalt für Mode
- 3-jährige Fachschule für Mode, Handel und Design
- 3-jähriger Aufbaulehrgang für Mode, Modemarketing und Visual Merchandising
- 4-semestriges Kolleg für Mode (Damen und Herren)
- 1-jährige Meisterschule für Herrenkleidermacherei

#### Ausbildungsinhalte
- Fachausbildung in Herren- und Damenkleidermacherei
- Erstellen von Prototypen und Kollektionen
- Planung und Durchführung von Modeschauen und Events
- Mode- und Kunstgeschichte
- Trendforschung
- Projekt- und Modemanagement
- Umfassende allgemeine sowie kaufmännische Ausbildung

### Höhere Lehranstalt für wirtschaftliche Berufe

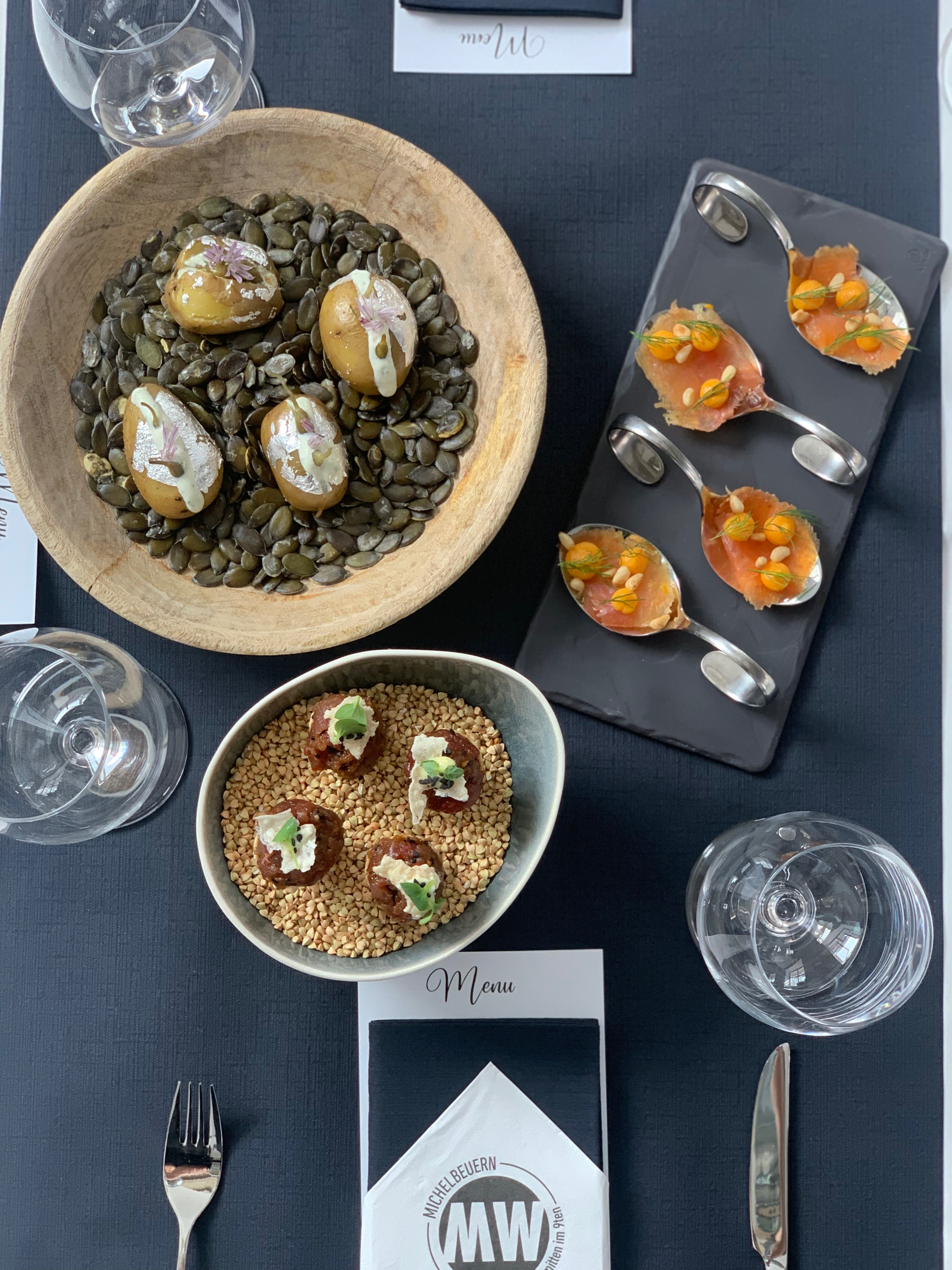
Kulinarik

#### Ausbildungszweige
- 5-jährige Höhere Lehranstalt für wirtschaftliche Berufe, Schwerpunkt Kulturtourismus
- 5-jährige Höhere Lehranstalt für wirtschaftliche Berufe, Schwerpunkt Global Skills
- 3-jährige Fachschule für wirtschaftliche Berufe, Kultur und Gastronomie

#### Ausbildungsinhalte
- Küchen- und Restaurantmanagement
- Ernährung und Lebensmitteltechnologie
- Kulturtourismus
- Global Skills
- Betriebswirtschaft und Projektmanagement
- Sprachen (neben Englisch wählen die Schüler der 5-jährigen Ausbildungsform zwischen Spanisch, Italienisch und Französisch als zweite lebende Fremdsprache)
- Sprach- und Kulturreisen
- Umfassende allgemeine sowie kaufmännische Ausbildung

### Ausbildung für Hörbeeinträchtigte
Seit über sechzig Jahren unterrichtet die HLMW9 auch hörbeeinträchtigte Jugendliche. Der Unterricht findet sowohl in Lautsprache als auch in österreichischer Gebärdensprache statt.

#### Ausbildungszweige
- 3-jährige Fachschule für wirtschaftliche Berufe für Hörbeeinträchtigte
- 3-jähriger Aufbaulehrgang für wirtschaftliche Berufe für Hörbeeinträchtigte

## Die Gebäude

Das Hauptgebäude, im Hintergrund das AKH

Der Bereich der heutigen Michelbeuerngasse sowie die angrenzenden Grundstücke gehörten vor der Eingemeindung zu den im Vorstadtbereich liegenden Besitzungen des Stiftes Michaelbeuern in der Nähe der Stadt Salzburg. Bereits unter Josef II. wurden 1786 die Grundstücke des Stiftes dem Magistrat der Stadt Wien verkauft und bildeten somit einen Teil der späteren Alservorstadt.
Im Jahr 1850 erfolgte die Eingemeindung und 1861 wird dieser Teil erstmals zum 9. Bezirk gezählt. Nach der Regulierung des Alser- und Währingerbaches setzte in der 2. Hälfte des 19. Jhdt. eine intensive Bautätigkeit ein und nach Parzellierungen entstanden die Straßen Severingasse, Michelbeuerngasse, Prechtlgasse und Eisengasse (heute Exnergasse), an denen überwiegend Fabrikgebäude errichtet wurden, wie zum Beispiel die Siglsche Lokomotivfabrik (heute das WUK).
Auch viele neue „Zinshäuser“ wurden in der näheren Umgebung erbaut. Der in unmittelbarer Nachbarschaft liegende Linienwall wurde 1893 aufgelassen und der heutige Gürtel errichtet.

### Das Gebäude Michelbeuerngasse 12

Das Fabrikgebäude im Jahr 1900

Der heute noch fast unverändert in seinen Umrissen bestehende Gebäudekomplex Michelbeuerngasse 12 wurde als Fabrikgebäude im Jahr 1890 von den Architekten Helmer und Fellner für die Anglo-American Brush-Light Corporation limited mit Sitz in London errichtet.
Im Gebäude wurden Glühlampen und elektrische Bauteile für Beleuchtungskörper erzeugt. Im Hof des Gebäudes befand sich eine gewaltige Dampfkessel-Anlage mit Fabrikschlot für den Antrieb der Maschinen und Schwungräder. Die Fundamente der Kesselanlage sind heute noch in großen Teilen im Keller des Gebäudes erkennbar. Die Geschoßdecken waren – nach dem damaligen Stand der Technik – für höchste Belastungen ausgelegt.
Zur Unterbringung des k.k. Gewerbeförderungsamtes kaufte das damalige k.k. Handelsministerium im Jahr 1899 die Fabrikanlage, welche inzwischen in den Besitz der Siemens-Schuckert-Werke gelangt war. Ab dem Jahr 1900 wurden in Teilen des Gebäudes die Büroräume des „Technischen Dienstes zur Förderung des österreichischen Kleingewerbes am technologischen Gewerbemuseum“ untergebracht. Die Förderungsstelle, zunächst als „Gewerbeförderungsdienst“ bezeichnet, erhielt ab 1908 den Rang eines „Gewerbeförderungsamtes“. Die Leitung dieser Stelle wurde von Wilhelm Exner und Adolf Vetter übernommen. Sie schufen die Grundlagen für die heute allseits bekannte Wirtschaftsförderung.

Der Wilhelm-Exner-Saal im Jahr 1913

Im selben Haus wurden nun auch Musterbetriebe für Kurse für verschiedene Gewerbe wie Tischler, Zimmerer, Schneider, Schuster und andere mehr untergebracht. Eine umfangreiche Bibliothek stand den Kursteilnehmern zur Verfügung. Die Umbauarbeiten zur Schaffung der Büroräumlichkeiten des Gewerbeförderungsamtes wurden von Architekt Heinrich Katrein unter Mitwirkung von Josef Hoffmann durchgeführt, wobei vor allem die Gestaltung des Sitzungssaales (Wilhelm-Exner-Saal) zu erwähnen ist (1911–1913). Sämtliche Innenausbauarbeiten für die Büroräume wurden von den im Haus des k.k. Gewerbeförderungsamtes eingerichteten gewerblichen Musterbetrieben durchgeführt.
Bis ins Jahr 1924 war in einem Teil des Gebäudes eine Betriebsanlage für die Erzeugung von Glühdrähten für elektrische Lampen (Elektrische Glühlampen Fabrik Watt AG), die zu Siemens gehörte, untergebracht.
Nach dem Zweiten Weltkrieg wies der Gebäudekomplex nur geringe Kriegsschäden auf. Neben Splitterschäden an der Fassade und kleinen Artillerietreffern im Bereich der damaligen Bibliothek sind am Eingangsportal Severingasse 9 heute noch Einschusslöcher von Maschinenpistolen erkennbar. Ab dem Jahre 1956 bis zum Jahr 1963 wurde der Gebäudekomplex vom Wirtschaftsförderungsinstitut (Wifi) an die Kammer der gewerblichen Wirtschaft vermietet. Nach Auszug der Kammer und Übersiedlung in den Neubau am Währinger Gürtel wurden die frei gewordenen Gebäudeflächen im Jahr 1963 dem TGM für Unterrichts- und Schulungszwecke zur Verfügung gestellt.

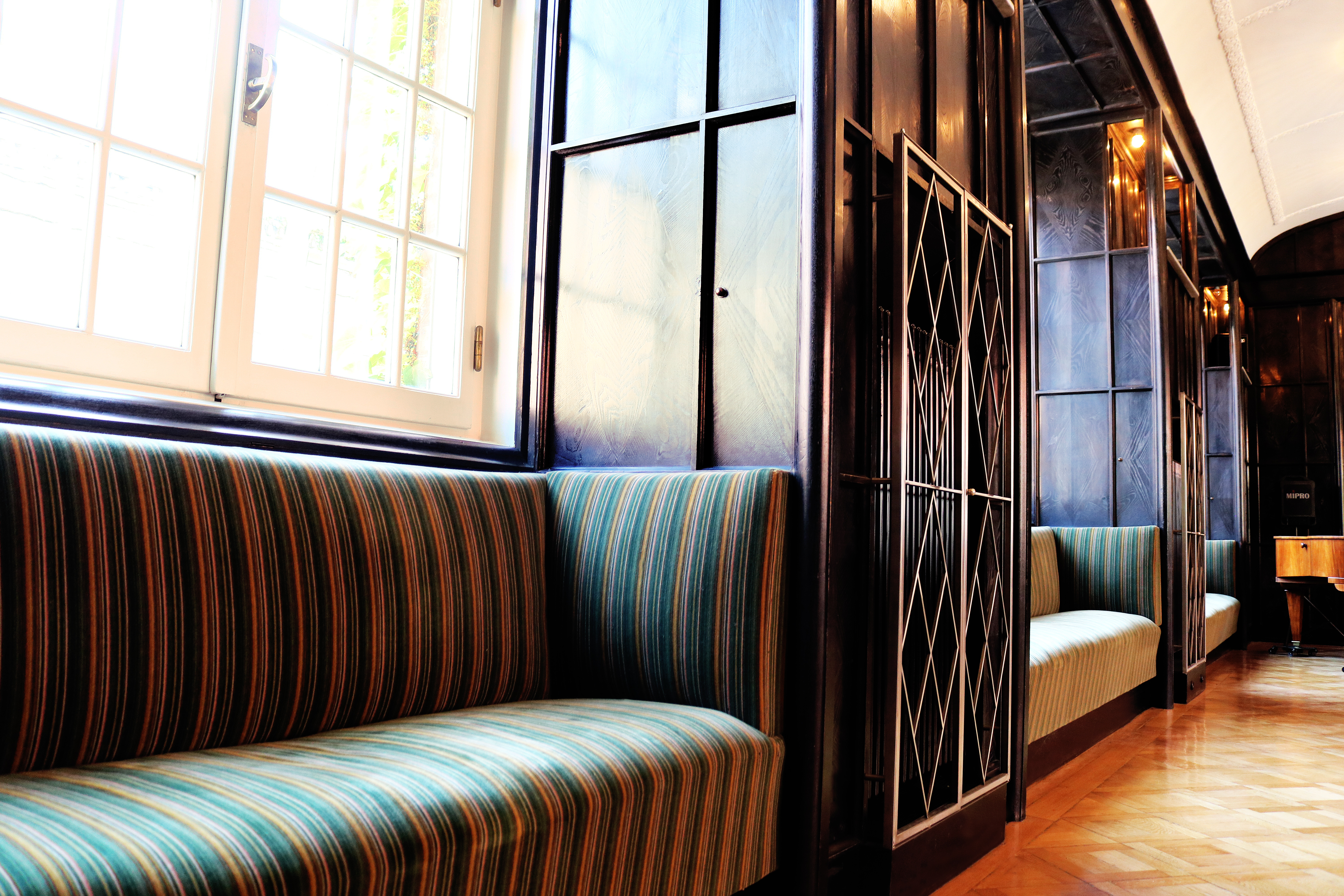
Wilhelm-Exner-Saal

Neben den vom TGM geführten Musterbetrieben waren in dem Gebäude auch die Abteilungen für „Unikat-Kraftfahrzeugtechnik“, „Silikattechnik“ und „Kunststofftechnik“, um nur einige zu nennen, untergebracht.
Mit der Übersiedlung des TGM 1982 in den Neubau in der Wexstraße wurden die dadurch freigegebenen Räume der Bundeslehranstalt Michelbeuern als Erweiterungsflächen für Unterrichtszwecke zur Verfügung gestellt.
1983 waren im Gebäudekomplex noch in Untervermietung die „Zentrale für Sport- und Geräteverleih und Sportplatzwartung“ des Unterrichtsministeriums und 1984 das „Institut für medizinische Psychologie“ untergebracht, seit 1985 steht das Gebäude vollständig der HLMW9 zur Verfügung. Nach Umbauarbeiten im Jahr 2005 übersiedelten sämtliche Leitungs- und Verwaltungsbereiche in dieses Gebäude, die ehemalige Nebenstelle wurde zum neuen Hauptgebäude.
Knapp 20 Jahre später wurde über drei Jahre lang das denkmalgeschützte Gebäude aus dem 19. Jahrhundert saniert und entsprechend den Bedürfnissen der Schüler umgebaut. Am 25. Mai 2023 wurde das Schulgebäude in der Michelbeuerngasse 12 mit einem Fest nach der Generalsanierung eröffnet.

### Das Gebäude Michelbeuerngasse 6–8

Nebengebäude der HLMW9 in der Michelbeuerngasse 6

Das Gebäude Michelbeuerngasse Nr. 6 (Haus B) wurde im Jahre 1884 als Werkstättengebäude für die Erzeugung von eisernen Möbeln samt Kessel- und Maschinenhaus errichtet. Im Jahr 1896 wurde dann ein weiterer Fabrikstrakt auf der Nr. 8 zugebaut. Diese beiden Gebäude wurden dann vom k.k. Ärar, damals vertreten durch das Ministerium für öffentliche Arbeiten, im Tauschwege gegen eine Liegenschaft im 5. Bezirk erworben. Heute noch sind in dem Schulgebäude gusseiserne Säulen und Träger des damaligen Fabrikbetriebes im Wand- und Deckenbereich zu erkennen, soweit sie nicht eingemauert wurden. Das heutige Nebengebäude war von 1921 bis 2005 das Hauptgebäude der HLMW9.
Nach etwa einjährigen Renovierungsarbeiten wurde das Nebengebäude am 29. September 2014 wieder eröffnet. Im Zuge der Arbeiten wurden viele gusseiserne Säulen und Träger wieder freigelegt, welche trotz zahlreicher moderner Elemente den ursprünglichen Charakter des Hauses bewahren. Beim Umbau wurden zusätzlich die Brandschutzvorkehrungen auf den neuestem technischen Stand gebracht und ein behindertengerechter Zugang (inklusive Aufzugsanlage) geschaffen.

### Erreichbarkeit
Linie U6 – Währinger Straße/Volksoper; Straßenbahnlinien: 5, 33, 37, 38, 40, 41, 42 (Währinger Straße/Spitalgasse)